# Criminalità economica
Il termine criminalità economica include una serie di reati che violano il codice penale e le norme civili che regolano le relazioni economiche e finanziarie fra i soggetti (le persone fisiche e giuridiche) e i relativi diritti, incluso il diritto alla proprietà. 

## Nel diritto
Come qualsiasi altro reato o crimine quello "economico" è un atto giuridico e si manifesta attraverso un elemento oggettivo. Tale elemento oggettivo è costituito a sua volta da tre elementi necessari: (A) una condotta illecita che produce un evento (B) in virtù di un nesso causale (C). Il nesso causale  C collega la condotta A del soggetto all'evento B che ne viene generato secondo lo schema A-C-B. In altre parole l'evento deve essere manifestamente una conseguenza della condotta del soggetto. Per condotta si intende un comportamento concreto, una pratica consistente in un'azione o in un'omissione (una non-azione) contraria alla legge penale. 
Nell'apprezzamento dei reati economici (come ad esempio il riciclaggio di danaro sporco) è importante, per non dire fondamentale, l'aspetto soggettivo, ovvero l'effettiva consapevolezza del soggetto nel commettere atti che producono danno alla collettività e agli altri individui, cioè alle vittime dei reati economici. Una condotta scorretta può produrre un crimine economico perché manifestamente dolosa (ovvero intenzionale) o per "dolo eventuale", poiché l'autore, "sapendo o potendo presumere" che sta causando un danno o un evento illecito non fa nulla per evitare di produrlo. 
I principali reati economici citati quotidianamente dalla cronaca sono la truffa, la corruzione, la concussione, il riciclaggio di danaro sporco, l'estorsione, la bancarotta fraudolenta, la frode fiscale (a seconda della legislazione del paese), l'appalto irregolare, tutti i crimini che utilizzano l'essere umano come merce da vendere e sfruttare, come il traffico di esseri umani e lo sfruttamento della prostituzione. In questo senso quasi tutti i crimini votati al lucro, all'usurpazione o all'abuso di potere sono dei reati "economici". 

## In sociologia
Distinguiamo i crimini economici commessi da singoli soggetti da quelli messi in atto dalle organizzazioni criminali come la mafia, la camorra, la 'ndrangheta ... i cartelli dell'eroina e della cocaina, le reti internazionali di trafficanti di armi, logge massoniche deviate, servizi segreti fuori controllo ecc.. 
La lotta contro il riciclaggio di danaro sporco promossa dagli Stati Uniti d'America ai tempi di Reagan, negli anni '80, nell'intento di arginare i traffici internazionali di droga, ha dato un grande impulso alla lotta contro il crimine economico su scala internazionale. 
Come le inchieste di Giovanni Falcone, Paolo Borsellino e degli altri magistrati del pool antimafia di Palermo e le inchieste milanesi sul crack del Banco Ambrosiano di Roberto Calvi e la loggia P2 (1982) che anticipano Tangentopoli di un decennio.

## In criminologia
Questo in un momento storico molto particolare ove non solo l'economia "pulita" si andava velocemente "globalizzando", ma anche il crimine organizzato. 
Con il motto "follow the money" ("seguiamo il danaro!") l'FBI e la DEA (Drug Enforcement Administration) ebbero negli anni '80 un ruolo trainante in alcune clamorose inchieste partite dal proprio territorio, come la Pizza connection (1984) o avviate da altre polizie, come la Lebanon connection (Svizzera, 1987) o l'indagine italiana sulla mafia nei casinò (1983).  Queste colossali investigazioni portarono all'arresto di personaggi al vertice delle organizzazioni mafiose (come Gaetano Badalamenti, capo della cosiddetta mafia perdente) e condussero gli agenti infiltrati americani e non, i magistrati italiani del pool antimafia e i loro colleghi stranieri direttamente nei meandri della finanza dei cosiddetti paradisi fiscali e dei canali bancari internazionali, il mondo dei colletti bianchi. Lo scandalo della Lebanon connection - indagine diretta dal procuratore Dick Marty - ha avuto conseguenze politiche importanti in Svizzera nel 1988, con le dimissioni del Ministro della Giustizia Elisabeth Kopp. La Lebanon connection innesca altre rivelazioni a ripetizione e fa scoppiare altre crisi, come lo scandalo delle schedature che costringerà alle dimissioni anche il procuratore federale Rudolf Gerber per aver schedato 900.000 soggetti (in generale di sinistra o ecologisti, uno svizzero su sette) senza alcuna giustificazione, dando, invece, "campo libero" alle grandi organizzazioni criminali e all'eversione di destra. La Svizzera è divisa in due: schedati e schedatori. La commissione parlamentare incaricata di indagare sulla lebanon connection rivela che la condotta di alcuni istituti di credito del paese è - fino a quel momento - palesemente priva della necessaria diligenza bancaria, come d'altronde quella degli altri paesi considerati dei "paradisi fiscali". La Pizza connection trae il suo nome dal fatto che i trafficanti siciliani in America utilizzano le loro pizzerie e i relativi traffici di pizze margherita e quattro-stagioni per raccogliere i soldi sporchi degli spacciatori. L'immagine delle scatole per la pizza da asporto con le mazzette di banconote che vanno a farsi "lavare" è così divenuta l'emblema stesso del riciclaggio e - in generale - di tutte le attività economiche "sporche". Come la frase latina " pecunia non olet " , ovvero, "il danaro non ha odore" che venne riesumata dall'accusa al processo "svizzero" per la Pizza connection (1984) per indicare la mentalità e la condotta colpevole dei colletti bianchi accusati di riciclare i soldi della mafia.